# 布拉德
布拉德是羅馬尼亞的城市，位於該國西部，距離首府德瓦29公里，由胡內多阿拉縣負責管轄，面積79.98平方公里，海拔高度277米，2009年人口15,950，大多數居民信奉東正教。